# Atuna
Atuna es un género  de plantas con flores de la familia Chrysobalanaceae. Es originario del sur de India, Tailandia y oeste del Pacífico. Comprende 14 especies descritas y de estas, solo 8 aceptadas.

## Taxonomía
El género fue descrito por  Constantine Samuel Rafinesque y publicado en Sylva Telluriana 153. 1838. La especie tipo es: Atuna racemosa Raf.

## Especies aceptadas
A continuación se brinda un listado de las especies del género Atuna aceptadas hasta julio de 2011, ordenadas alfabéticamente. Para cada una se indica el nombre binomial seguido del autor, abreviado según las convenciones y usos.
- Atuna cordata Cockburn ex Prance
- Atuna elliptica (Kosterm.) Kosterm.
- Atuna indica (Bedd.) Kosterm.
- Atuna latifrons (Kosterm.) Prance & F.White
- Atuna nannodes (Kosterm.) Kosterm.
- Atuna penangiana (Kosterm.) Kosterm.
- Atuna racemosa Raf.
- Atuna travancorica (Bedd.) Kosterm.